# باول كليمنس
باول كليمنس (بالإنجليزية: Paul Clemens)‏ هو لاعب كرة قاعدة أمريكي، ولد في 14 فبراير 1988 في كولومبيا في الولايات المتحدة.

## وصلات خارجية
- باول كليمنس على موقع دوري كرة القاعدة الرئيسي (الإنجليزية)
- باول كليمنس على موقعبيزبول رفرنس.كوم (الدوري الرئيسي) (الإنجليزية)
- باول كليمنس على موقعبيزبول رفرنس.كوم (الدوري الثانوي) (الإنجليزية)
- باول كليمنس على موقع إي إس بي إن.كوم (أم.أل.بي) (الإنجليزية)
- باول كليمنس على موقع مشجعي الرسوم البيانية (الإنجليزية)